# Лас Кондес
Лас Кондес (шп. Las Condes) је општина у Чилеу. По подацима са пописа из 2002. године број становника у месту је био 249.893.

## Демографија
| 2002.   |
| ------- |
| 249,893 |